# يوب ساندرز
يوب ساندرز (بالهولندية: Joop Sanders)‏ هو رسام هولندي، ولد في 6 أكتوبر 1921 في أمستردام في هولندا.